# Architetto iunior
L'architetto iunior è una figura professionale introdotta in Italia a seguito del DPR n. 328 del 5 giugno 2001 che ha revisionato le regole e le procedure per diventare architetto. Si differenzia dall'architetto senior per le competenze, per la laurea conseguita e per il diverso esame di stato per l'abilitazione alla professione che consente di iscriversi alla sezione B dell'ordine degli Architetti P.P.C.

## Storia
Con l'introduzione della riforma D.M. 270 del 2004, le facoltà di architettura hanno assunto la possibilità di offrire dei corsi di laurea triennale, possibilità che divenne obbligatoria a partire dall’anno accademico 2010/11.

## Competenze
Le competenze dell’architetto iunior sono disciplinate dall'art. 16, comma V, lett. a) del D.P.R 328 del 2001. Esso agisce nel campo dell'edilizia o come supporto e collaboratore di architetti e ingegneri senior; o come progettista direttore dei lavori per le "costruzioni civili semplici, con l'uso di metodologie standardizzate". Tutte le competenze che la legge attribuisce all'architetto iunior non sono di natura esclusiva per questa figura professionale rientrando anche nelle attribuzioni dell'architetto senior. Il DPR 328 del 2001 NON esclude espressamente dall'elenco delle "metodologie standardizzate" tutte quelle costruzioni in aree paesaggistico-ambientali (rientranti anche nelle competenze del Geometra diplomato), storico-archeologiche e storico-artistiche, riporta solo "i rilievi diretti e strumentali sull’edilizia attuale e storica". Le interpretazioni degli Ordini in merito alle competenze stabilite dal DPR 328 del 2001 non hanno valore di legge 

## Accesso alla professione
Le lauree di durata triennale, che danno diritto al titolo accademico di dottore, permettono l'accesso alla sezione B - settore "architettura" dell'albo degli architetti, pianificatori, paesaggisti e conservatori, con il titolo professionale di architetto iunior.
Per iscriversi alla sezione A - settore "architettura" dello stesso albo bisogna possedere una laurea magistrale o una laurea specialistica o una laurea del vecchio ordinamento in architettura, conseguibili dopo cinque anni di studi universitari complessivi (a ciclo unico o 3+2); in tal caso si ha diritto al titolo accademico di Dottore Magistrale e al titolo professionale di architetto.
È necessario il superamento di un esame di Stato (a 4 prove) la cui iscrizione è riservata ai laureati afferenti alle classi 4, 8, ai possessori del diploma universitario triennale in Edilizia, Materiali per la manutenzione del costruito antico e moderno, ai laureati afferenti alla classe 4/S ed ai laureati secondo il vecchio ordinamento didattico (Architettura, Architettura U.E.).
Con l'entrata in vigore del D.M. 270/04 le facoltà di Architettura possono istituire corsi triennali di classe L-17 (Scienze dell'Architettura) validi per l'accesso all'esame di stato per la professione di architetto iunior, non tutti gli atenei hanno cominciato ad istituire le nuove classi a partire dall'anno accademico 2008-09 ma entro l'anno accademico 2010-11 tutti gli atenei sono stati obbligati ad adeguarsi alla nuova normativa.

## Settori di impiego
L'architetto iunior trova impiego nel campo dell'edilizia e può esercitare le proprie competenze presso enti istituzionali, aziende pubbliche e private, studi professionali, società di promozione e di ingegneria operanti nei campi della progettazione architettonica e urbana, industrie di settore e imprese di costruzione, oltre che la libera professione e attività di consulenza.